# Abborrtjärnen (Björna socken, Ångermanland, 709303-162721)
Abborrtjärnen är en sjö i Örnsköldsviks kommun i Ångermanland och ingår i Gideälvens huvudavrinningsområde.